# Canel’s Turbo Mayordomo
Canel’s Turbo Mayordomo war ein mexikanisches Radsportteam.
Die Mannschaft wurde 2008 gegründet und geht aus dem gleichnamigen Amateurteam hervor. Sie nahm im Jahr 2008 als Continental Team an der den UCI Continental Circuits teil. Die meisten Rennen fuhren sie in Amerika. Manager und Sportlicher Leiter war Juan José Monsivais. 

## Saison 2008

### Erfolge in der UCI America Tour
Bei den Rennen der  UCI America Tour im Jahr 2008 gelangen dem Team nachstehende Erfolge.
| Datum         | Rennen                            | Kat. | Fahrer             |
| ------------- | --------------------------------- | ---- | ------------------ |
| 18. September | 6. Etappe Vuelta Mexico           | 2.2  | Antonio Aldape     |
| 20. September | 8. Etappe Vuelta Mexico           | 2.2  | José Valdez        |
| 8. Oktober    | 3. Etappe Vuelta a Chihuahua      | 2.2  | Byron Guamá        |
| 27. November  | 3. Etappe Vuelta Ciclista Chiapas | 2.2  | Carlos López       |
| 28. November  | 4. Etappe Vuelta Ciclista Chiapas | 2.2  | José Ramon Aguirre |
| 28. Dezember  | 14. Etappe Vuelta a Costa Rica    | 2.2  | Julio Pérez Cuapio |

### Mannschaft
| Name                         | Geburtstag        | Nationalität | Team 2007                     | Team 2009         |
| ---------------------------- | ----------------- | ------------ | ----------------------------- | ----------------- |
| José Ramon Aguirre           | 31. August 1988   | Mexiko       | Neoprofi                      | Canel’s Turbo     |
| Antonio Aldape               | 20. November 1978 | Mexiko       | Canel’s Turbo                 | Tecos             |
| Uriel Clara                  | 8. Februar 1985   | Mexiko       | Neoprofi                      |                   |
| Byron Guamá (ab 01.10.)      | 14. Juni 1985     | Ecuador      | Equipo Spoli Ecuador          | Burgos Monumental |
| Abundio Guerrero (ab 01.10.) | 1. August 1985    | Mexiko       | Neoprofi                      |                   |
| Carlos Hernández             | 17. Juni 1976     | Mexiko       | Canel’s Turbo                 |                   |
| Arquímedes Lam (bis 01.08.)  | 2. September 1978 | Mexiko       | Canel’s Turbo                 | Tecos             |
| Carlos López                 | 17. Januar 1981   | Mexiko       | Canel’s Turbo                 | Canel’s Turbo     |
| Eduardo Lugo                 | 27. März 1976     | Mexiko       | Canel’s Turbo                 |                   |
| Julio Pérez Cuapio           | 30. Juli 1977     | Mexiko       | CSF Group-Navigare            | Canel’s Turbo     |
| Florencio Ramos (bis 01.06.) | 24. November 1977 | Mexiko       | Canel’s Turbo                 | Tecos             |
| Elio Saavedra                | 12. Juli 1984     | Mexiko       | Boyaca Es Para Vivirla-Marche |                   |
| David Salomon                | 16. April 1980    | Mexiko       | Canel’s Turbo                 |                   |
| José Andres Sánchez          | 21. März 1983     | Mexiko       | Neoprofi                      |                   |
| José Valdez                  | 2. September 1986 | Mexiko       | Tecos de la Guadalajara       | Burgos Monumental |

## Platzierungen in UCI-Ranglisten
UCI America Tour
| Saison | Mannschaftswertung | Fahrerwertung     |
| ------ | ------------------ | ----------------- |
| 2008   | 5.                 | Byron Guamá (10.) |